# Roemenië op het Junior Eurovisiesongfestival
Roemenië nam tussen 2003 en 2009 zeven keer deel aan het Junior Eurovisiesongfestival.

## Geschiedenis

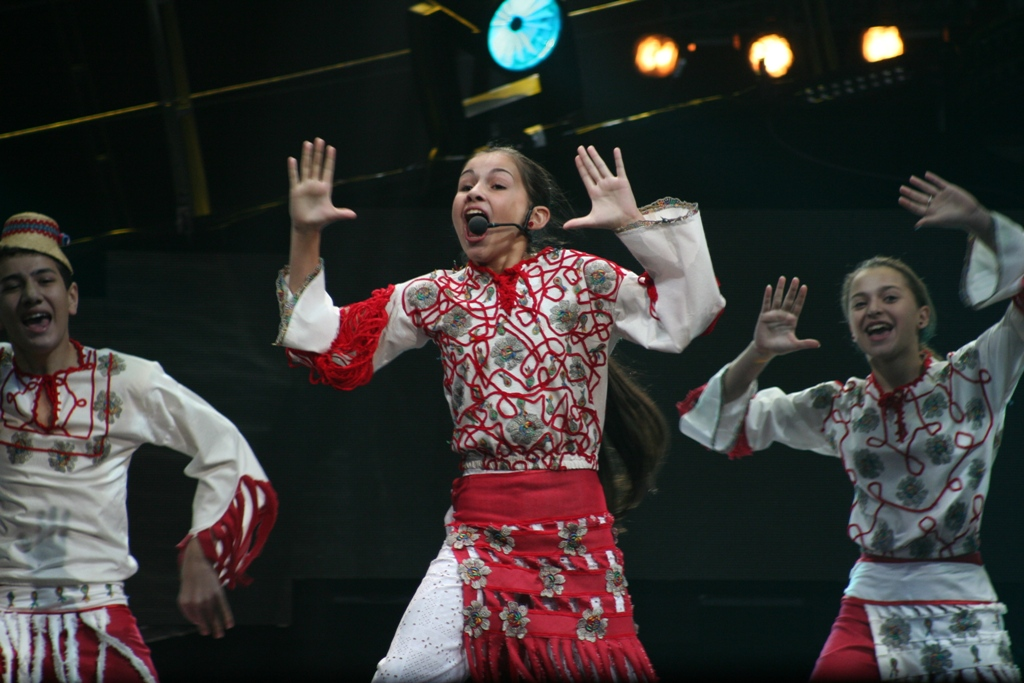
Alina Eremia in Hasselt

Roemenië was een van de landen die deelnam aan het allereerste Junior Eurovisiesongfestival in 2003. Ze stuurden Bubu & Co die een tiende plek behaalde met 35 punten. Een van de twee, Bubu, is in Nijmegen geboren, maar woont in Roemenië. In 2004 behaalde Noni Razvan Ene een vierde plek met 123 punten. Dit is ook de beste prestatie die Roemenië heeft gehaald op het Junior Eurovisiesongfestival.In 2005 behaalde het lied Turai van Alina Eremia een vijfde plek met 89 punten, met de maximale 12 punten uit Spanje.
In 2006 was Roemenië het gastland en daardoor kwam het Junior Eurovisiesongfestival 2006 naar de hoofdstad Boekarest. New Star Music sleepte een zesde plek met 80 punten in de wacht. De winst ging naar de Russische Tolmatsjovy Zussen.
Naar Amsterdam werd het de groep 4 Kids gestuurd tijdens het Junior Eurovisiesongfestival 2007. De groep behaalde een tiende plek met 54 punten. In 2008 mochten de twee meisjes Madalina Lefter & Andrada Popa Roemenië vertegenwoordigen. Zij werden negende met 56 punten.
Tijdens het Junior Eurovisiesongfestival 2009, in Kiev, was het land ook weer van de partij. Echter zou dit de laatste keer zijn dat het land deelnam. Met Ai puterea in mana ta werd het land laatste met slechts negentien punten, waarvan er twaalf al standaard waren gegeven.
Roemenië zou oorspronkelijk wel deelnemen aan het Junior Eurovisiesongfestival 2010, maar omdat de Roemeense omroep TVR in financiële problemen zat, haakte het land af. Sindsdien heeft Roemenië niet meer deelgenomen.

## Lijst van Roemeense deelnames
| Jaar | Artiest                        | Lied                  | Plaats | Punten | Taal     |
| ---- | ------------------------------ | --------------------- | ------ | ------ | -------- |
| 2003 | Bubu & Co                      | Tobele sunt viata mea | 10     | 35     | Roemeens |
| 2004 | Noni Răzvan Ene                | Ilti multumesc        | 4      | 123    | Roemeens |
| 2005 | Alina Eremia                   | Ţurai                 | 5      | 89     | Roemeens |
| 2006 | New Star Music                 | Povestea mea          | 6      | 80     | Roemeens |
| 2007 | 4 Kids                         | Sha-la-la             | 10     | 54     | Roemeens |
| 2008 | Madalina Lefter & Andrada Popa | Salvati planeta       | 9      | 56     | Roemeens |
| 2009 | Ioana Bianca Anuţa             | Ai puterea in mana ta | 13     | 19     | Roemeens |

| Kleur | Betekenis      |
| ----- | -------------- |
|       | Eerste plaats  |
|       | Tweede plaats  |
|       | Derde plaats   |
|       | Laatste plaats |
|       | Gastland       |

## Gegeven en gekregen punten
| Plaats | Land            | Punten |
| ------ | --------------- | ------ |
| 1      | Wit-Rusland     | 43     |
| 2      | Spanje          | 40     |
| 3      | Noord-Macedonië | 32     |
| 4      | Oekraïne        | 27     |
| 4      | Rusland         | 27     |

| Plaats | Land            | Punten |
| ------ | --------------- | ------ |
| 1      | Cyprus          | 47     |
| 2      | Spanje          | 42     |
| 3      | Noord-Macedonië | 36     |
| 4      | Griekenland     | 33     |
| 5      | Wit-Rusland     | 22     |

## Twaalf punten
(Een vetgedrukte editie betekent dat het land die editie won.)
| Aantal | Land      | Edities    |
| ------ | --------- | ---------- |
| 2      | Spanje    | 2004, 2005 |
| 1      | Armenië   | 2007       |
| 1      | Kroatië   | 2003       |
| 1      | Nederland | 2009       |
| 1      | Oekraïne  | 2008       |
| 1      | Rusland   | 2006       |

| Aantal | Land        | Edities          |
| ------ | ----------- | ---------------- |
| 3      | Spanje      | 2004, 2005, 2006 |
| 1      | Letland     | 2004             |
| 1      | Wit-Rusland | 2004             |

## Festivals in Roemenië
| Jaar | Plaats    | Zaal             | Presentatoren                      |
| ---- | --------- | ---------------- | ---------------------------------- |
| 2006 | Boekarest | Sala Polivalentă | Andreea Marin Bănică en Ioana Ivan |

2003 · 2004 · 2005 · 2006 · 2007 · 2008 · 2009 · 2010-2024